# Čaj in puške ob štirih
Roman Čaj in puške ob štirih je roman Dimitrija Rupla. Obsega 10 poglavij in vsebuje tudi beležnico za roman in  spremno besedo Menuet s strelivom in igračke avtorja Tarasa Kermaunerja. 

## Zgodba
Sandro Savica (novinar), Žarko Praprotnik (zaposlen v ustanovi, ki nadzoruje finančno poslovanje) in Žargi so prijatelji, vpleteni v politično mrežo. Sandro in njegova žena Nuša sta namenjena k prijatelju, a se na poti Sandro stepe in zaradi poškodb pristane v bolnišnici. Praprotnik gre na sestanek, kjer prikrito politično obglavijo Žargija. Praprotnik vidi prikritost in to sporoči ostalim, vendar ga nihče ne posluša. Od žalosti se zapija v kavarni, kjer se stepe in se pridruži Sandru v bolnišnici. V sobi, kjer sta Sandro in Praprotnik, umre starec Albert. Ostali bolniki ga želijo priklicati nazaj, zato uprizorijo spiritistično sejo. Na prosto posteljo v bolnišnični sobi položijo Žargija, ki se je ponesrečil z avtom. Ženi Sandra in Praprotnika gresta k vedeževalki, da bi izvedeli, kaj se bo zgodilo z njunima možema. Tam se dogajajo čudne stvari, saj v sobo vstopi moški, ki ustvarja hipnozo. Ko trije prijatelji zapustijo bolnišnico, posedajo v kavarni, kjer sklenejo, da bo treba zapustiti politiko. Praprotnik kasneje ugotovi goljufivo transakcijo nekega podjetja, ki ga zaradi tega skuša pridobiti na svojo stran in mu zagotovi lepo nagrado. Sandro ves čas sanja o prijatelju violinistu, ki naj bi imel težko življenje. Odpravi se po poteh spomina, kjer od violinista, ki je tik pred smrtjo, prejme dragocene gosli. Za tem se začno dogajati čudne reči. Sandro zbeži pred nevihto in čudnimi oznanili. Predvideva, da je v državi vojna. Sliši, da so Rusi okupirali državo. Sandro je v hudi zmedi, zato se odloči oditi iz države in iti po sledeh violinista Ogrizka. Praprotnik uresniči svojo zamisel in se odpravi v bolnišnico, kjer je bival zaradi poškodb. Bolničarka je imela čudne sanje, v katerih je Praprotnik odkupil vaško šolo in tam počel skrivnostne reči, zaposloval naj bi posiljene ženske. Neki mož se je podal v akcijo, ki naj bi odločala o dokončnem izteku političnega položaja. Pojavljajo se vprašanja o sanjah bolničarke, ali je vse to res. Vsi se to sprašujejo, razen Praprotnika, ki živi od zvijač. Tako mu uspe odbiti partizanski napad in v državi se začne proces, katerega žrtve so največji idealisti.

## Kritika, literarna zgodovina
»Rupel se je otresel nekdanje odvečne globokoumnosti, spogledljivih abstrakcij, naivnega kozmopolitizma, hladnega konstruktivizma, pricurjene filozofaže, dokaj značilne za Tajnika šeste internacionalne, že manj za sproščenejše Puške in Čaj ob štirih …« (Kermauner 1982: 537)